# FC Emmen

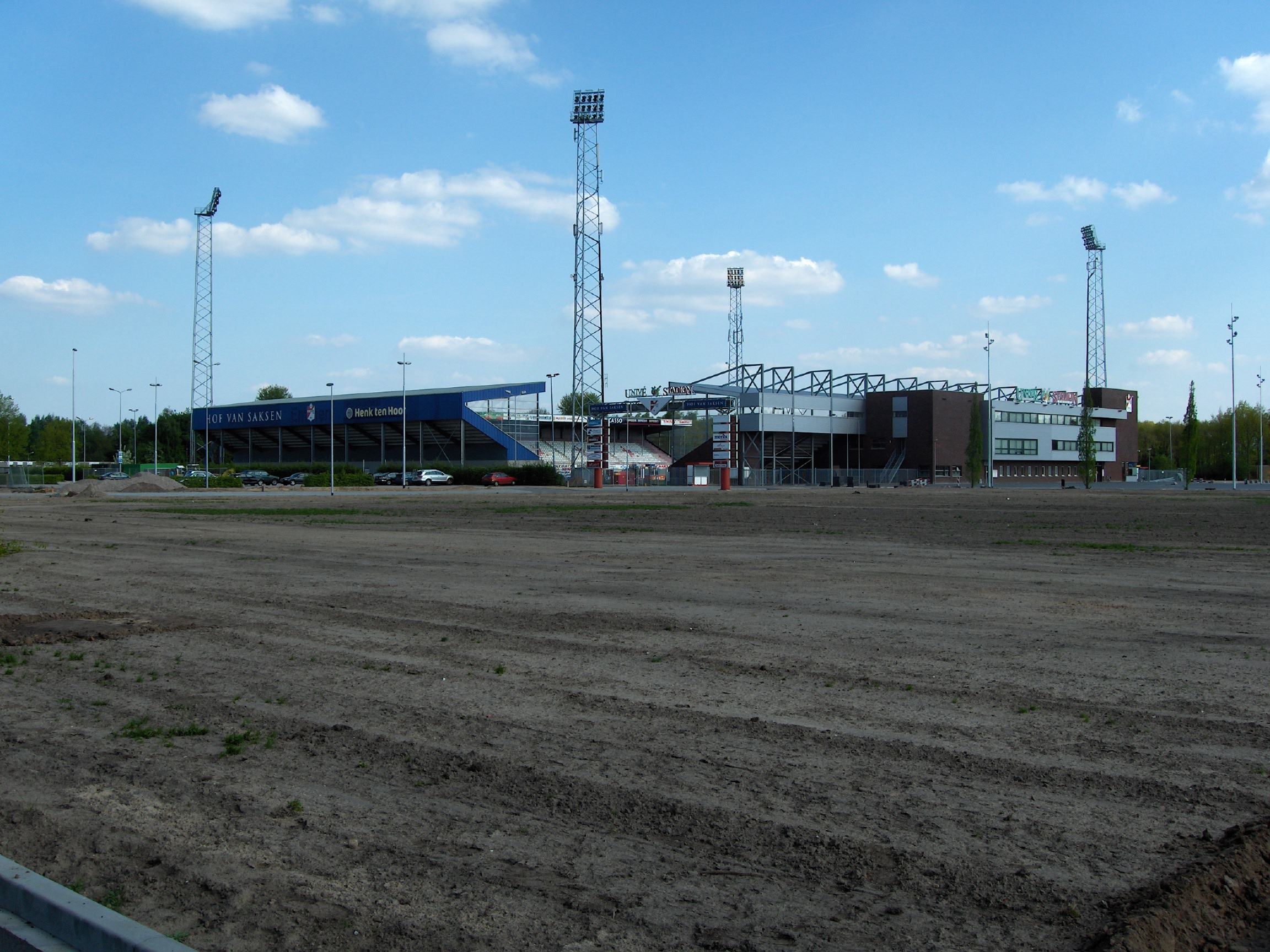
Univé Stadion

Football Club Emmen – holenderski klub piłkarski mający siedzibę w Emmen.

## Historia
Klub powstał 21 sierpnia 1925 roku. Kiedy utworzono holenderską profesjonalną ligę w 1954 roku, FC Emmen pozostało klubem amatorskim. Dopiero w 1985 roku zespół przystąpił do profesjonalnych rozgrywek. Amatorska sekcja pozostała pod nazwą FC Emmen, podczas gdy profesjonalnej nadano nową nazwę BVO Emmen (Betaald Voetbal Organisatie, czyli profesjonalna organizacja piłkarska). W 2005 roku klub powrócił do nazwy FC Emmen z dwóch powodów. Po pierwsze, uważano, że nowa nazwa lepiej odzwierciedli historię klubu, a po drugie, z powodu dużych nieporozumień, gdyż uważano, że skrót BVO jest podobny do np. PSV, RBC czy ADO.
FC Emmen rozgrywa domowe mecze na stadionie Univé Stadion, zwanym także De Meerdjik. Może pomieścić on 8600 widzów. W 2005 roku rozgrywano tutaj mecze Młodzieżowych Mistrzostw Świata.